# شب سال نو سیدنی
شب سال نو سیدنی (به انگلیسی: Sydney New Year's Eve) یک رویداد سالانه است که هر شب سال نو در سیدنی، استرالیا برگزار می‌گردد. رویدادهای اصلی آن با محوریت پل بندرگاه سیدنی و کناره‌های بندرگاه سیدنی، شامل دو آتش‌کاری است: آتش‌بازی‌های خانوادگی ۹ شب و آتش‌بازی نیمه‌شب، هر دو در تراز ملی هستند ولی آتش‌بازی نیمه‌شب محبوب‌تر و در تراز جهانی پخش می‌شوند.